# Християнська топографія
Християнська топографія (дав.-гр. Χριστιανικὴ Τοπογραφία) — приписуваний візантійському купцеві Козьмі Індикоплову твір, написаний у VI столітті, що являє собою один з перших відомих християнських описів світу. У цьому своєрідному творі, що не вкладається в звичайні рамки візантійської літератури VI століття, з'єднані воєдино записки мандрівника, праці з географії, біології, астрономії та філософсько-богословський трактат, що зачіпає релігійні суперечки тієї епохи.
«Християнська топографія» була відома на Русі починаючи з домонгольського періоду і відноситься багатьма дослідниками до числа найпопулярніших і найавторитетніших книг давньоруської доби.